# Фрационе Барки (Кунео)
Фрационе Барки је насеље у Италији у округу Кунео, региону Пијемонт.
Према процени из 2011. у насељу је живело 22 становника. Насеље се налази на надморској висини од 688 м.